# Bethel, Llanddeiniolen
Bethel är en by i Gwynedd i Wales. Byn är belägen 200,1 km 
från Cardiff. Orten har 1 221 invånare (2016).